# 皇家大賊
《皇家大賊》（英語：Danger Has Two Faces）是一部1985年由章國明執導香港警匪動作電影，敍述有關以往所提及黑社會、仇殺而製，主要演出由梁家仁、朱江、費翔、張明敏、白韻琴、廖麗玲及古嘉露等。

## 劇情
該片是在80年代中期，金志堅（梁家仁 飾）由警察淪為殺手，執行了多宗兇殺案，周福祥（費翔 飾）其好友幹探；好友二人面臨生死決，期間費更發現重大秘密。而最大反派劉焯生（朱江 飾）由於參與黑社會勾當而被車禍炸死，而金志堅也因為良心發現而向警方自首。

## 主要演員
| 角色         | 演員   |
| 金志堅       | 梁家仁 |
| 劉焯生       | 朱江   |
| 周福祥       | 費翔   |
| 珍妮         | 古嘉露 |
| 寵物店女東主 | 白韻琴 |
| 阿森         | 黃志強 |
| 敏           | 張明敏 |
| 敏女友       | 廖麗玲 |
|              | 麥錦棠 |
| 阿槐         | 陳植槐 |
|              | 曹查理 |
|              | 白沙力 |
| 保安員       | 車保羅 |
|              | 阮令濤 |
|              | 林輝煌 |
|              | 鄭麒膺 |
|              | 梁少華 |
|              | 祁浩釗 |
|              | 馮敬文 |

## 製作和拍攝
該片由邵氏兄弟（香港）有限公司拍攝，於1984年11月至12月初進行拍攝，而拍攝地點則全部在香港拍攝，地點包括西貢、九廣鐵路公司（在2007年12月1日移交香港鐵路有限公司（0066.HK）之前）各大車站、大潭水塘、新文華中心等。

## 歌曲
- 主題曲：
  - 〈最後戰士〉 - 張明敏

（填詞：盧永強、作曲/編曲：陳永良、監製：鄧炳恆）
- 插曲：
  - 〈學吓做偵探〉 - 李麗蕊

（填詞：盧永強、作曲/編曲：陳永良、監製：鄧炳恆）

## 外部連結
- 互联网电影数据库（IMDb）上《皇家大賊》的资料（英文）